# Réseau national des juniors associations
Le Réseau National des Juniors Associations (RNJA) est une association loi de 1901 en France. Elle vise à promouvoir l'engagement, l'autonomie et la prise d'initiative chez les jeunes de moins de 18 ans. Le RNJA permet à ces jeunes de créer des Junior Associations, qui sont des associations à part entière adaptées à leur âge, leur offrant ainsi un cadre légal pour mener à bien des projets collectifs dans des domaines variés comme le sport, la culture, la solidarité, l'environnement, et bien d'autres.

## Présentation
Le RNJA apporte un soutien aux Junior Associations en leur fournissant :
- Un accompagnement administratif: aide à la constitution de l'association, gestion des formalités, etc.
- Un appui logistique et pédagogique: conseils pour la mise en place des projets, formation aux responsabilités associatives.
- Une assurance couvrant les activités organisées par les jeunes.
- Un réseau d'échanges permettant de partager expériences et bonnes pratiques entre différentes Junior Associations.

Ce dispositif encourage les jeunes à être acteurs de leur propre engagement, à développer des compétences comme la responsabilité, le travail en équipe et la gestion de projets, tout en favorisant leur insertion sociale.
Le RNJA est soutenu par plusieurs partenaires institutionnels et associatifs, et joue un rôle important dans la promotion de la citoyenneté active dès le plus jeune âge,.

## Histoire
Le Réseau National des Juniors Associations (RNJA) a été créé en 1998 par trois structures : la Ligue de l'enseignement, le groupe d'intérêt général Défi jeunes, et J-Presse. Leur objectif était de permettre aux jeunes mineurs de se regrouper pour monter des projets ensemble,.

### Développement et Structuration
- 1998-2000 : Le RNJA a commencé comme une expérimentation dans une dizaine de départements. En deux ans, le nombre de Junior Associations est passé de 1 à 46.
- 2000-2008 : Le réseau a structuré ses activités en créant des Relais Départementaux et en organisant des formations. Le RNJA a reçu deux agréments ministériels : "jeunesse et éducation populaire" en 2001 et "complémentaire de l'éducation nationale" en 2004.
- Depuis 2008 : Le RNJA continue de soutenir et de promouvoir les Junior Associations, en mettant l'accent sur l'engagement citoyen et la participation des jeunes à la société.

Le RNJA est aujourd'hui une association loi 1901 qui fédère les Junior Associations sur tout le territoire français, favorisant l'engagement des jeunes dans leur diversité.

## Action
Une Junior Association est une démarche qui permet à des jeunes, généralement âgés de 11 à 18 ans, de créer et de gérer leur propre association. Cela leur offre une opportunité de s'organiser, de mettre en œuvre des projets et de participer activement à la vie associative. Voici quelques points clés sur les Junior Associations,,, :
- Objectif : Encourager l'engagement citoyen et la participation des jeunes à la vie associative.

- Structure : Les Junior Associations fonctionnent de manière similaire aux associations adultes, avec un conseil d'administration et des représentants élus parmi les jeunes membres.

- Accompagnement : Les jeunes bénéficient d'un accompagnement pédagogique et éducatif pour la réalisation de leurs projets.

- Réglementation : Pour créer une Junior Association, il faut remplir certains critères, comme composer un groupe d'au moins deux jeunes mineurs et désigner des représentants mineurs.

Le Réseau National des Juniors Associations (RNJA) soutient ces initiatives en fournissant un cadre juridique et en offrant des ressources et un accompagnement,,,.

## Chiffre clé
- Nombre de Junior Associations : Plus de 10 000 jeunes sont engagés dans des Junior Associations à travers la France[13].
- Nombre de Relais Départementaux : Le RNJA dispose d'un réseau de 110 professionnels de l'éducation populaire qui accompagnent les jeunes dans leurs projets.
- Année de création : Le RNJA a été créé en 1998 et a évolué pour devenir une force majeure dans le domaine de l'engagement associatif des jeunes.
- Nombre de projets réalisés : Depuis sa création, le RNJA a soutenu et accompagné la réalisation de milliers de projets initiés par les jeunes.